# Étrave

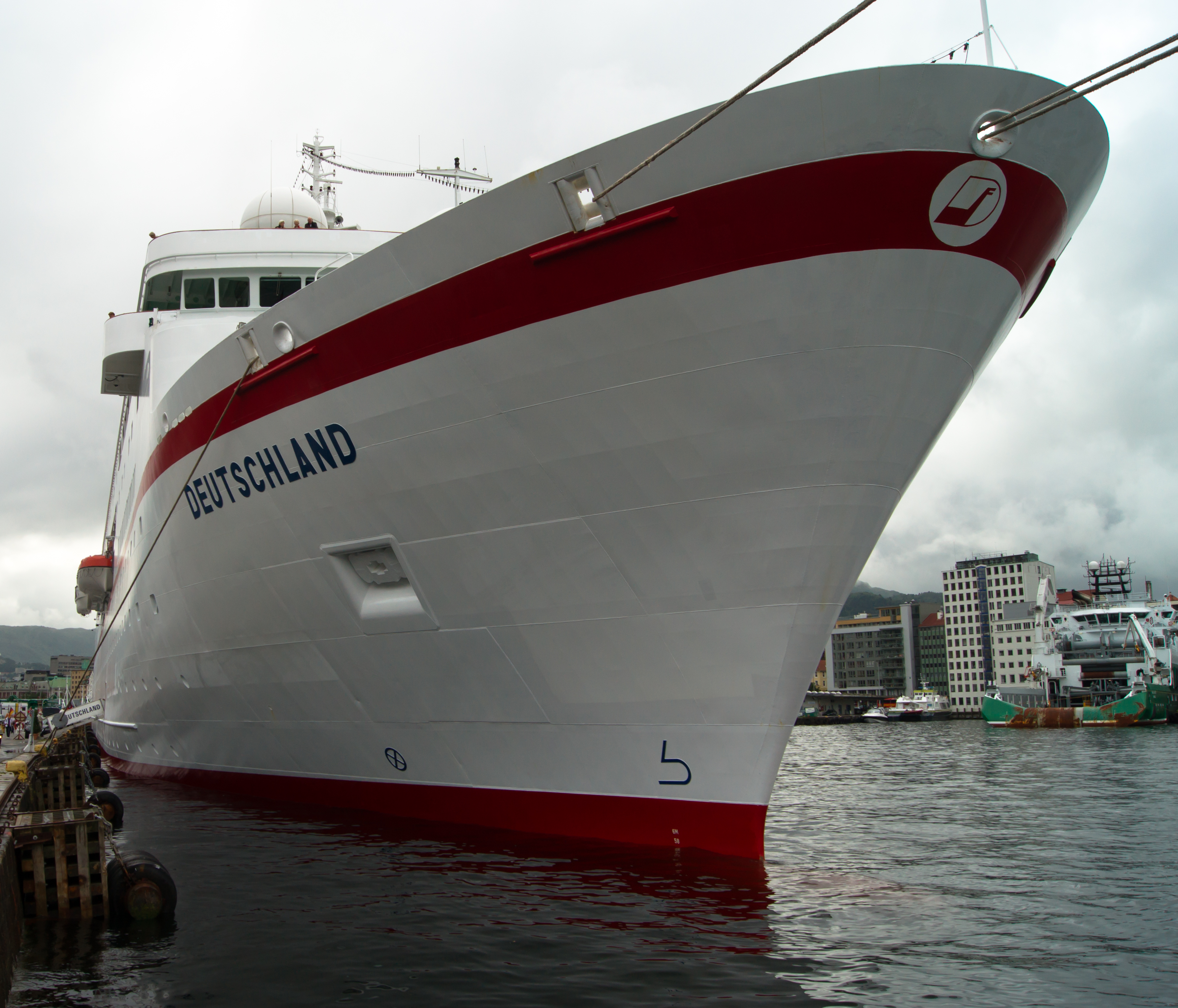
Étrave du MS Deutschland à Bergen.

L'étrave est dans la marine en bois une pièce ou un ensemble de pièces de charpente de la coque d'un navire permettant l'assemblage de l'avant du bordé. Elle reçoit, dans une râblure, l'extrémité avant des bordages. Elle prolonge la quille, quand elle existe, jusqu'à l'avant.

## Description
L'étrave peut être doublée par une contre-étrave, complétée en partie basse par un taillemer renforçant la liaison avec l'éperon quand il existe, en partie haute par une guibre, renforcée latéralement par des apôtres. L'assemblage à la quille peut être renforcé au moyen d'un massif. Dans le cas d'une construction en bois cet assemblage constitue, avec l'assemblage de l'étambot, un des deux principaux points de faiblesse dans l'étanchéité de la coque, qui nécessite l'utilisation d'une cheville coupe-eau.
Le terme est issu du norrois stafn par l'intermédiaire de l'ancien normand estable, estrave normand étable, étrave. Elle a d'autres appellations plus locales : establure, establie, rode de proue (issu de l'italien), capion de proue à Marseille, estante à Boulogne-sur-Mer.
L'étrave peut être convexe (la partie haute tend à la verticale) ou à guibre.
Dans les constructions modernes, la pièce devient un simple renfort, ou disparaît : dans ce dernier cas, l'étrave ou plus exactement ligne d'étrave désigne alors la ligne de rencontre des deux bordés. L'étrave peut être pourvue d'un bulbe afin d'améliorer l'hydrodynamique du bateau et faciliter son avancement.
L'étrave inversée maximise la longueur de la ligne de flottaison et donc la vitesse de la coque, offrant une meilleure traînée hydrodynamique que les étraves ordinaires. Elles ont très peu de flottabilité de réserve et ont tendance à plonger sous les vagues au lieu de les percer ou de les surmonter.
L'étrave inversée était populaire sur les cuirassés et les grands croiseurs jusqu'au début du XXe siècle. Elle est tombée en disgrâce avec l'avènement de moteurs plus compacts et plus puissants qui permettaient de maintenir des vitesses élevées malgré des performances hydrodynamiques moins bonnes, mais en profitant de la capacité des étraves traditionnelles à protéger les équipements de bord de la submersion et d'assurer des navires beaucoup moins mouillés à grande vitesse.  L'étrave inversée fait un retour sur des navires modernes comme la classe Amiral Ronarc’h, la classe Zumwalt ou le design Ulstein X-Bow (en). Celle-ci présente l'avantage de mieux se comporter par forte mer, en limitant le tossage et les efforts sur la structure, facteurs de vieillissement prématuré par fatigue mécanique. Des progrès tant dans l'architecture navale, que dans la résistance des matériaux à la corrosion, ont permis de réduire les inconvénients de navires qui mouillent plus par mer formée. L'étrave inversée permet des vitesses plus élevées en particulier par mer formée, ainsi qu'un meilleur rendement pour une puissance moteur équivalente. L'étrave inversée améliore grandement le confort et les capacités de service des marins à bord dans des conditions de mer difficiles. Le développement des plans porteurs de stabilisation active permettent de compenser le manque de flottabilité de réserve à l'avant, en offrant un meilleur contrôle du tangage. Pour les navires militaires, l'étrave inversée améliore aussi substantiellement la furtivité et permet d'augmenter le champ de battage de l'artillerie de proue. Par contre, l'étrave inversée ne permet pas d'avoir une ancre dans l'axe et heurte l'intuition des marins. La solution la plus courante est l'intégration de deux ancres dans la partie basse du bordé de chaque côté du navire.

## Galerie d'images

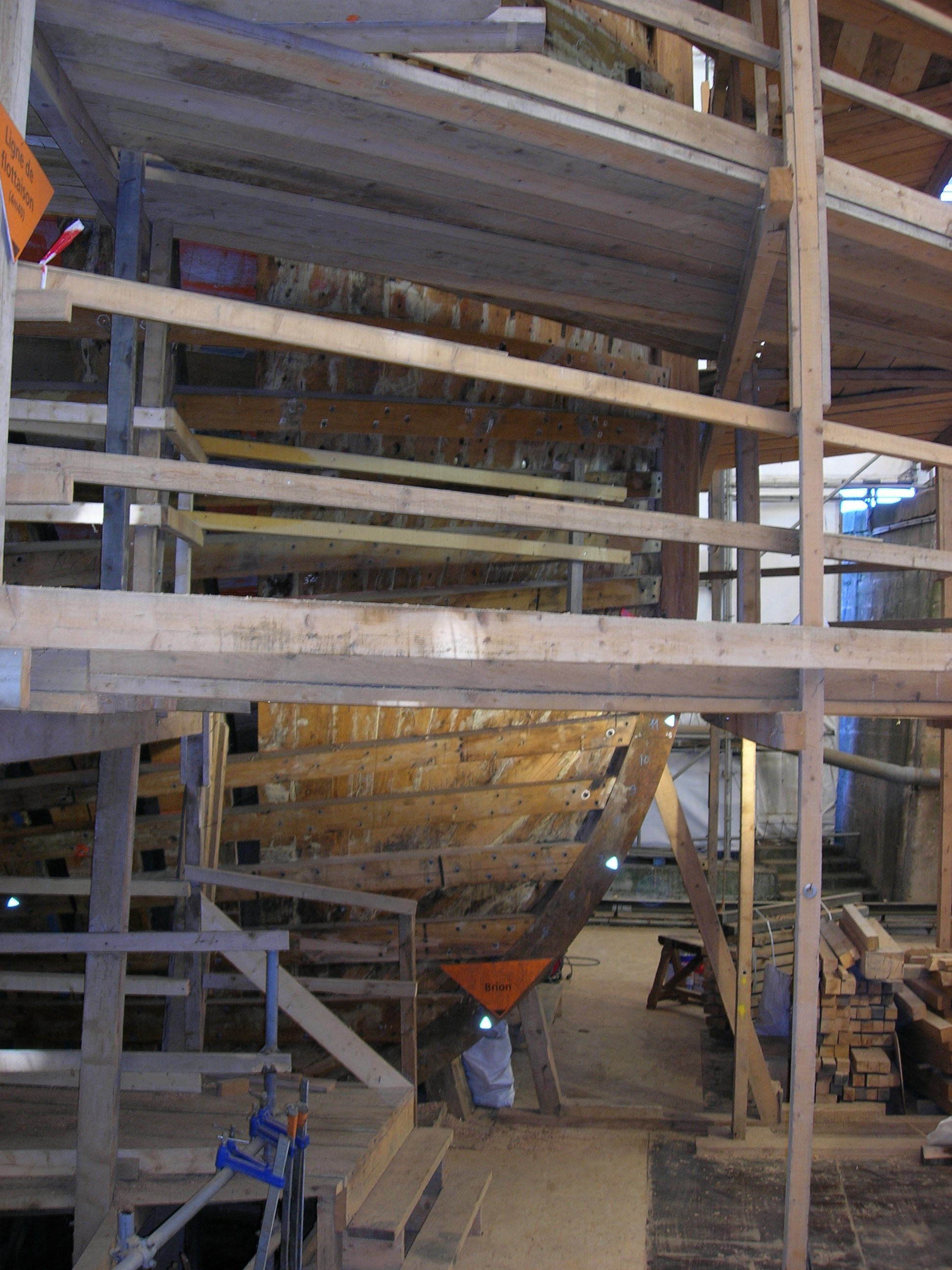
Étrave sur la réplique de l'Hermione.
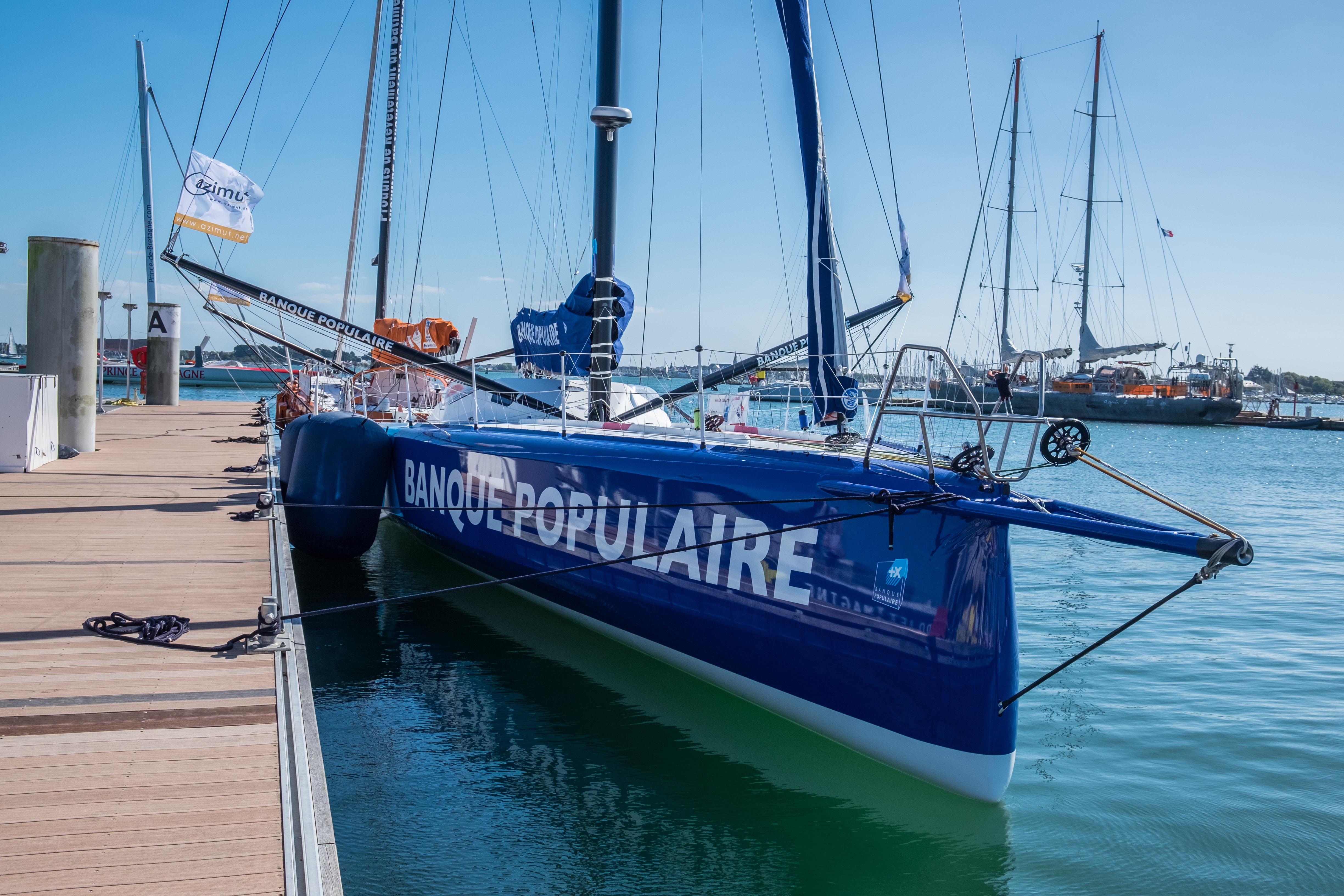
Étrave d'un voilier moderne : le Banque populaire VIII.
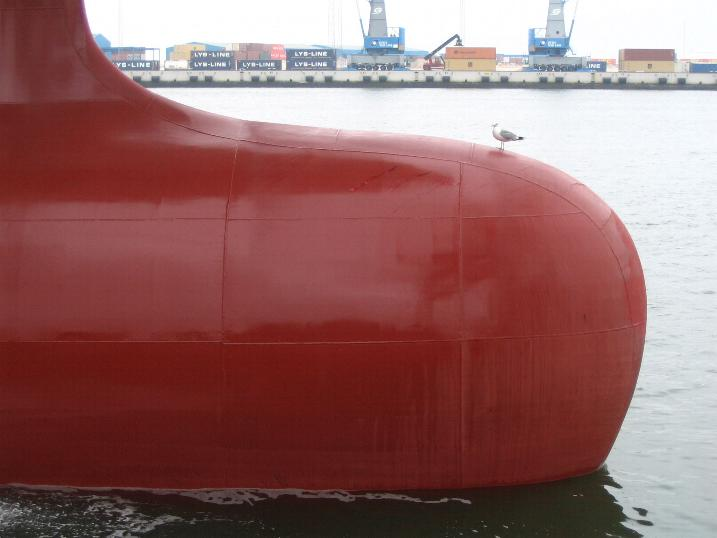
Bulbe d'étrave d'un porte-conteneurs.
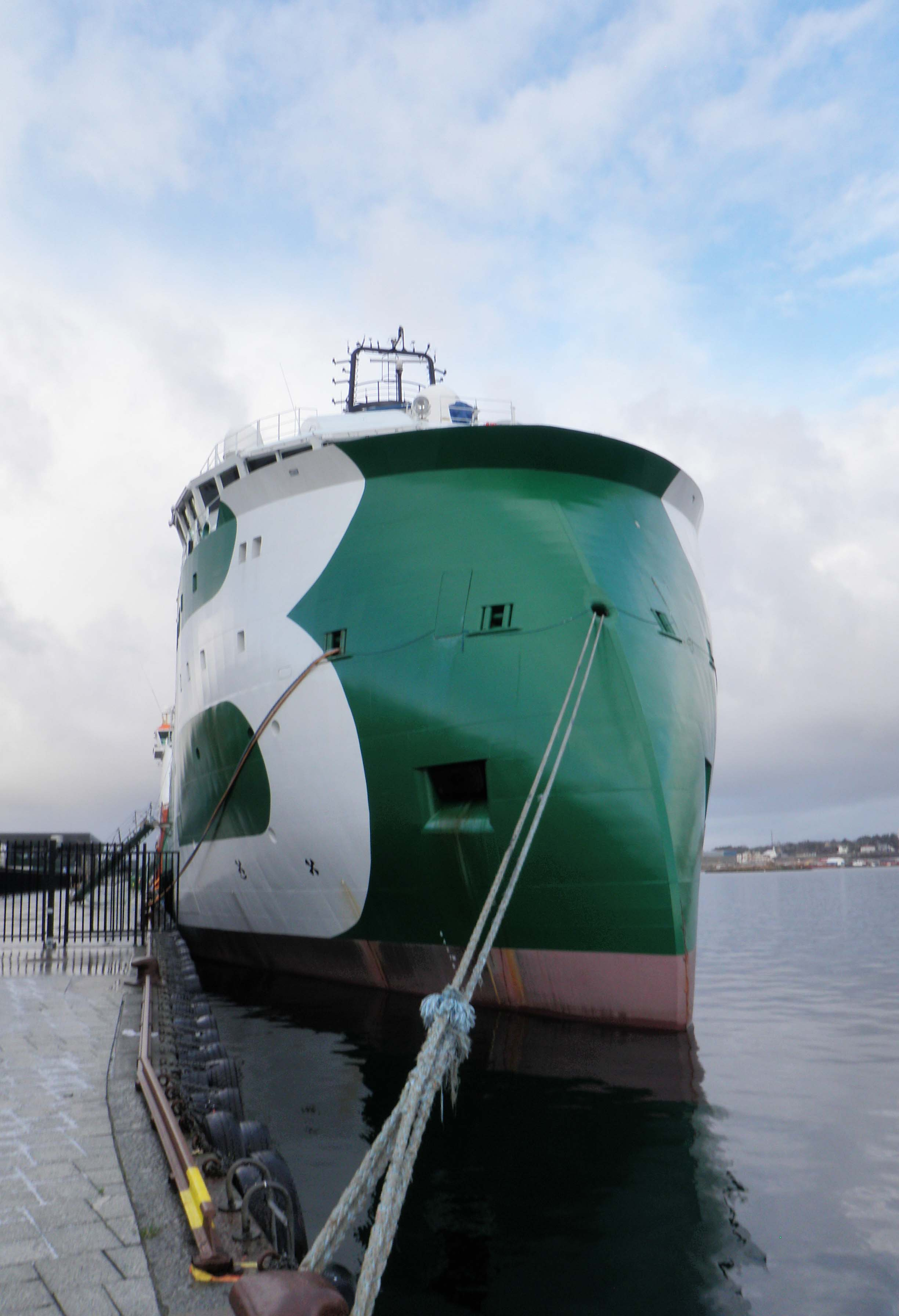
L'étrave inversée du Bourbon Orca.
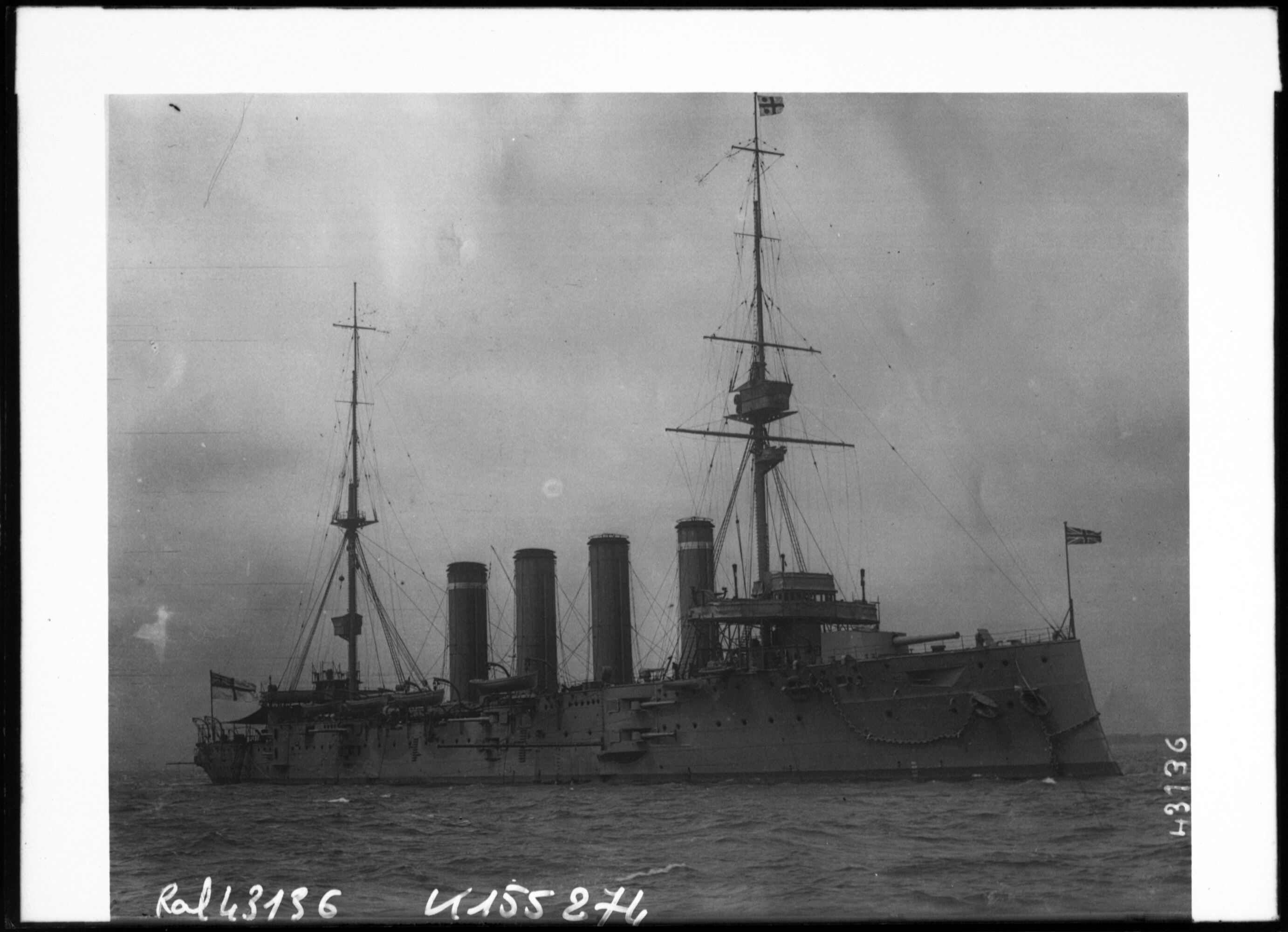
H.M.S Good Hope L'étrave inversée d'un croiseur anglais du début du XXe siècle.